# Museo d'Orsay

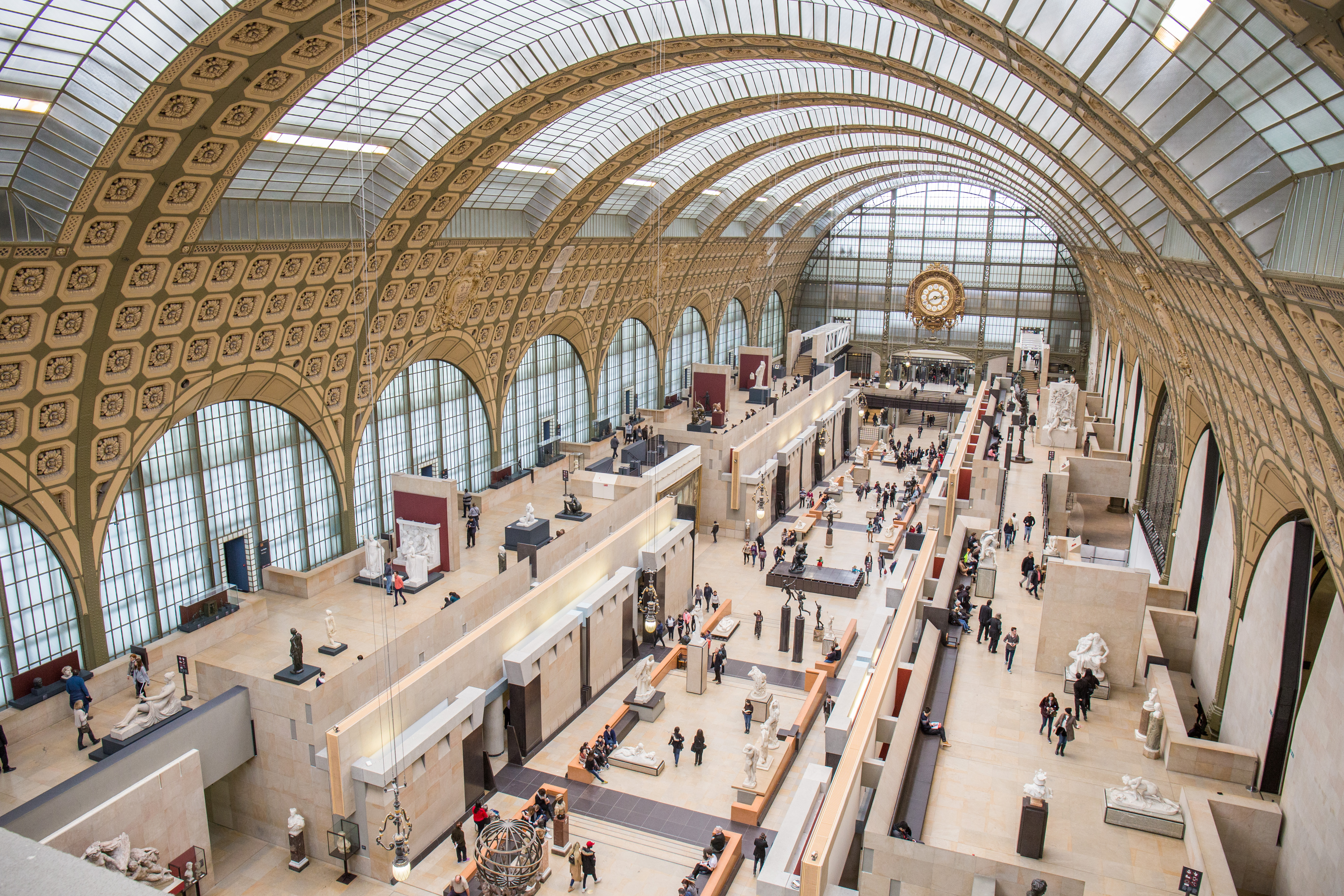
Museo d'Orsay (interno)

Il Museo d'Orsay (Musée d'Orsay /myˈze dɔʁˈsɛ/) si trova in Francia a Parigi, in Rue de la Légion d'Honneur, 1.
Il museo, celebre per i numerosi capolavori dell'impressionismo e del postimpressionismo esposti al suo interno, è situato di fronte al Musée du Louvre, dal lato opposto della Senna, in un'ex-stazione ferroviaria (la Gare d'Orsay), costruita in stile eclettico alla fine dell'Ottocento. Espone opere d'arte create tra il 1848 e il 1914 e le sue collezioni comprendono moltissime pitture, sculture, oggetti d'arti decorative, fotografie, medaglie, disegni e stampe. Il progetto di ristrutturazione museografica diede fama internazionale alla designer italiana Gae Aulenti.

## Storia
L'edificio fu progettato dall'architetto Victor Laloux a partire dal 1898 dove in precedenza sorgevano una caserma di cavalleria e il vecchio Palazzo d'Orsay. I lavori furono terminati dopo soli due anni, perché la stazione fosse pronta per l'Esposizione Universale del 1900.
Nel 1939 le grandi linee ferroviarie furono spostate alla stazione d'Austerlitz e la stazione continuò a servire solo il traffico locale.
Negli anni successivi, lo stabile ebbe vari usi: nel 1945 fu destinato a sede di transito dei prigionieri di guerra e negli anni 1950 cessò completamente il servizio. Nel 1961 ne fu decisa la demolizione.
I provvedimenti presi da Pompidou nell'ambito del progetto di rinnovamento della capitale prevedevano che al suo posto nascesse un grande parallelepipedo di cristallo (già molti anni prima era stata progettata al suo posto una piscina coperta con pavimento mobile, come sede di eventi sportivi); ma gli sforzi di molti cittadini illustri che si battevano per la sua salvaguardia fecero sì che la stazione venisse risparmiata dalla demolizione e che venisse classificata monumento nazionale.
Nel 1973 fu scelto come sede stabile della compagnia teatrale Renaud-Barrault e nel 1974 divenne sede della casa d'aste Drouot. Nel 1978, sotto la presidenza Giscard d'Estaing fu finalmente decisa la trasformazione in museo.
Il restauro venne affidato al gruppo ACT-Architecture, i cui componenti decisero di rispettare il più possibile la struttura e i materiali preesistenti.
All'architetta italiana Gae Aulenti venne invece affidata la disposizione degli spazi interni e la progettazione dei percorsi espositivi. A lei si deve la scelta della pietra calcarea chiara, che fornisce luminosità alle sale sfruttando al meglio la luce proveniente dalla volta in vetro e metallo e che nello stesso tempo rende unitario l'insieme. Il progetto di light design fu realizzato da Piero Castiglioni.
Il percorso si articola su tre livelli, utilizzando la navata centrale (quella lungo la quale una volta correvano i binari) come tronco principale da cui si dipartono terrazze e passaggi.
A 86 anni dall'inaugurazione della stazione ferroviaria, il Museo D'Orsay venne aperto al pubblico il 1º dicembre 1986.

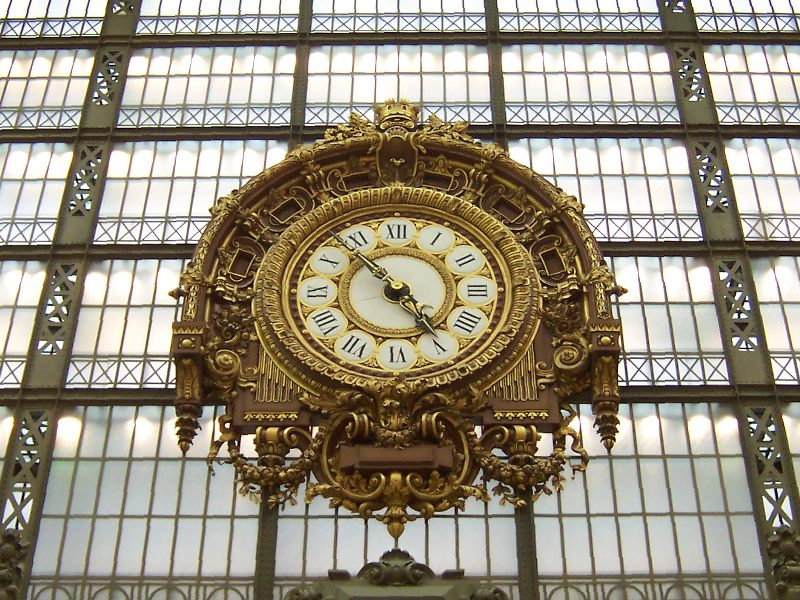
L'orologio posto sulla parete interna della sala principale

## Collezioni
Il museo è famoso soprattutto per i quadri degli impressionisti (Claude Monet, Paul Cézanne, Édouard Manet, Pierre-Auguste Renoir, Edgar Degas, Alfred Sisley, Camille Pissarro, Berthe Morisot, Gustave Caillebotte, ecc.) e post-impressionisti (Paul Gauguin, Vincent van Gogh, ecc.), ma contiene anche opere che partono dalla seconda metà del XIX secolo (Jean-Léon Gérôme, William Bouguereau, ecc.) e non espone esclusivamente dipinti, ma anche importanti lavori di architetti, scultori come Antoine-Louis Barye, fotografi e creatori d'arte decorativa e industriale dal 1848 al 1914. Una galleria è interamente dedicata a Henri de Toulouse-Lautrec, un'altra a Gustave Courbet e ci sono anche sculture di Auguste Rodin.

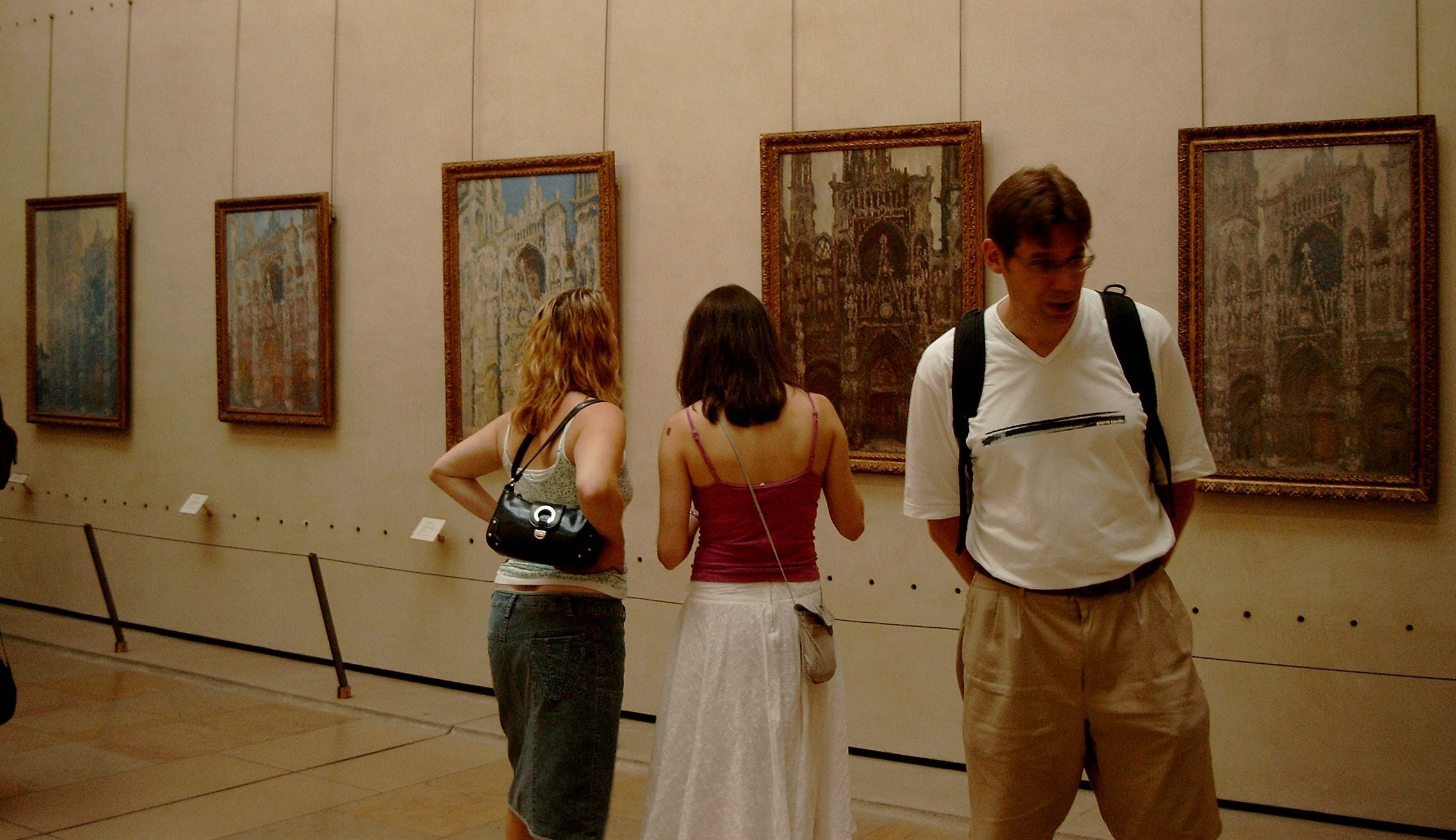
Alcuni dipinti di Monet all'interno del museo

La direzione del museo ha scelto di esporre opere che si collocano tra due limiti storici: l'inizio della Seconda Repubblica (1848) e indicativamente l'inizio della grande guerra (1914). In questo modo il museo d'Orsay va a colmare la lacuna esistente tra la collezione del Louvre e quella esposta al Museo Nazionale d'Arte Moderna dal fauvismo in 1905, che si trova nel Centre Pompidou.
Le opere provengono principalmente da tre fonti:
- dal Louvre provengono i lavori degli artisti nati a partire dal 1820, o emergenti dal mondo dell'arte nel periodo della Seconda Repubblica; molti di questi lavori giacevano nei depositi del Louvre e non era possibile esporli per mancanza di spazio
- dall'ex-museo del Jeu de Paume, attualmente una struttura per esposizioni d'arte contemporanea, che ha ceduto la sua ricchissima collezione di impressionisti, ormai troppo sacrificata nei suoi spazi espositivi, e che ha trovato nel musée d'Orsay una ben più idonea valorizzazione;
- dal Museo Nazionale d'Arte Moderna, collocato nel Beaubourg, che ha contribuito con le opere più recenti, e che rimane il punto di riferimento a Parigi per le testimonianze d'arte dal 1914 in poi.

Il limite del 1914 non è tassativo: le opere del cubismo sono ad esempio esposte al Beaubourg, mentre al museo d'Orsay sono collocate le ultime opere di Renoir o di Monet che, pur datate 1920 o 1930, appartengono ancora alla corrente impressionistica.
I criteri con cui sono esposte le opere sono principalmente due: un criterio cronologico, che si può seguire attraverso appositi percorsi, e un criterio monografico, per cui alcune sale sono dedicate a un singolo autore o a una corrente.
Il visitatore è pertanto in grado di collocare gli oggetti secondo i periodi e secondo gli stili di appartenenza.

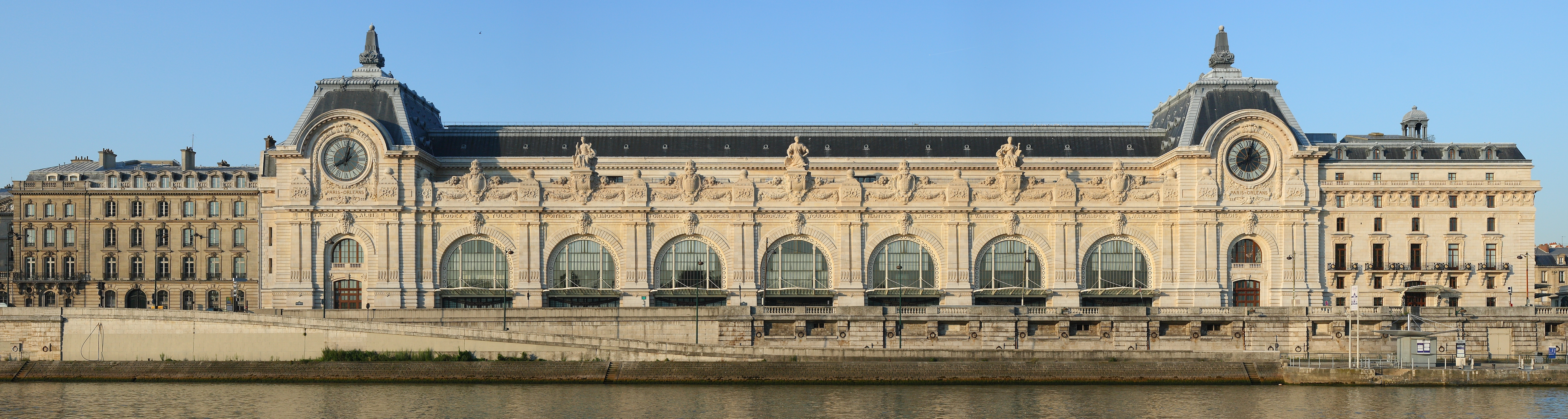
Il lato nord del museo visto dalla Senna

## Alcune opere esposte
Louis-Ernest Barrias
- Ragazza di Megara, 1870
- I Nubiani, 1894

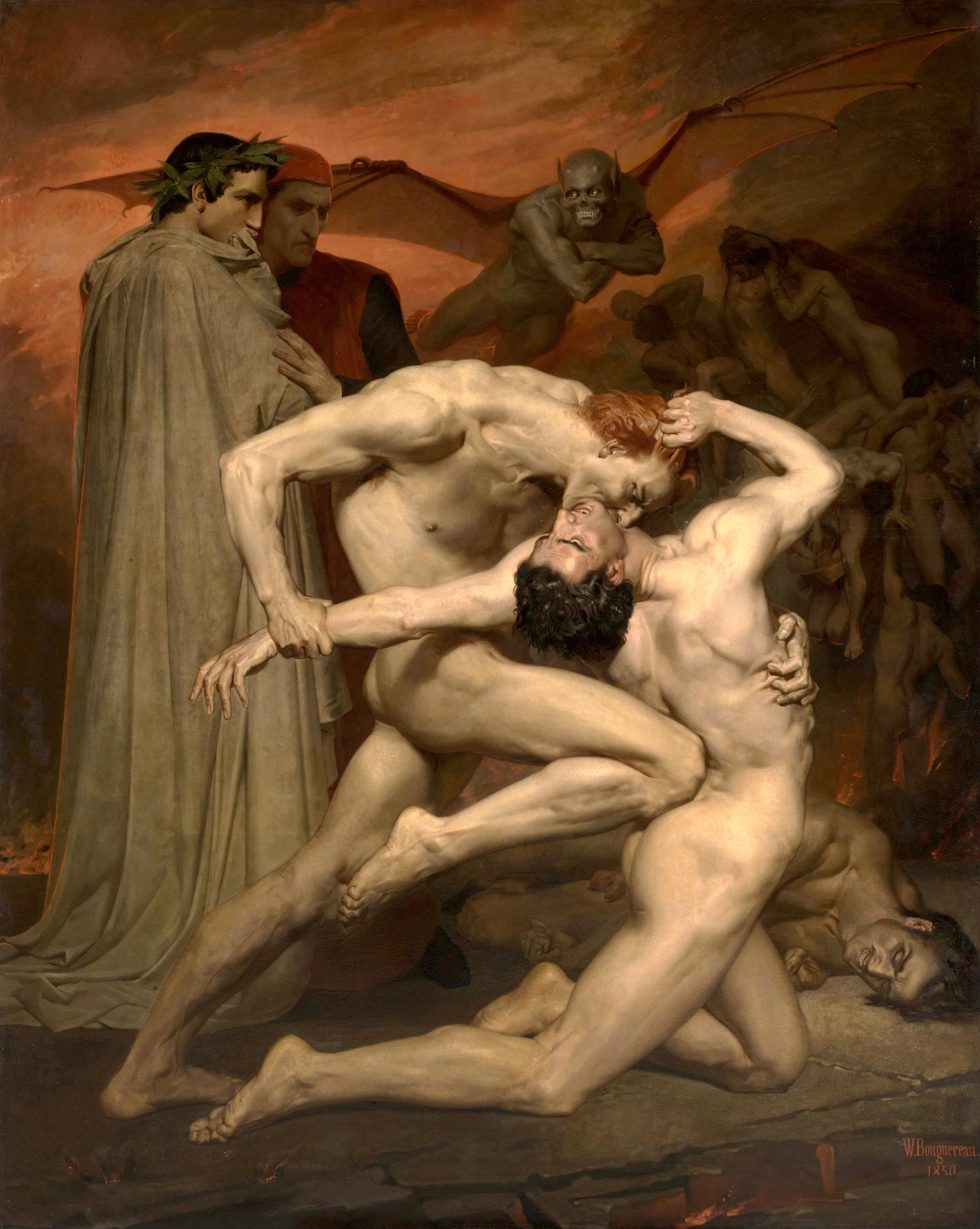
Dante e Virgilio di William-Adolphe Bouguereau

- La natura che si svela alla scienza, 1899

Pierre Bonnard
- La camicia a scacchi, 1892
- L'indolente, 1899 circa

William-Adolphe Bouguereau
- Uguaglianza davanti alla morte, 1848
- Dante e Virgilio, 1850
- Nascita di Venere, 1879

Edward Burne-Jones
- La ruota della fortuna, 1883
- La figlia del re
- La principessa Sabra

Paul Cézanne
- La Maddalena, 1865-1866 circa

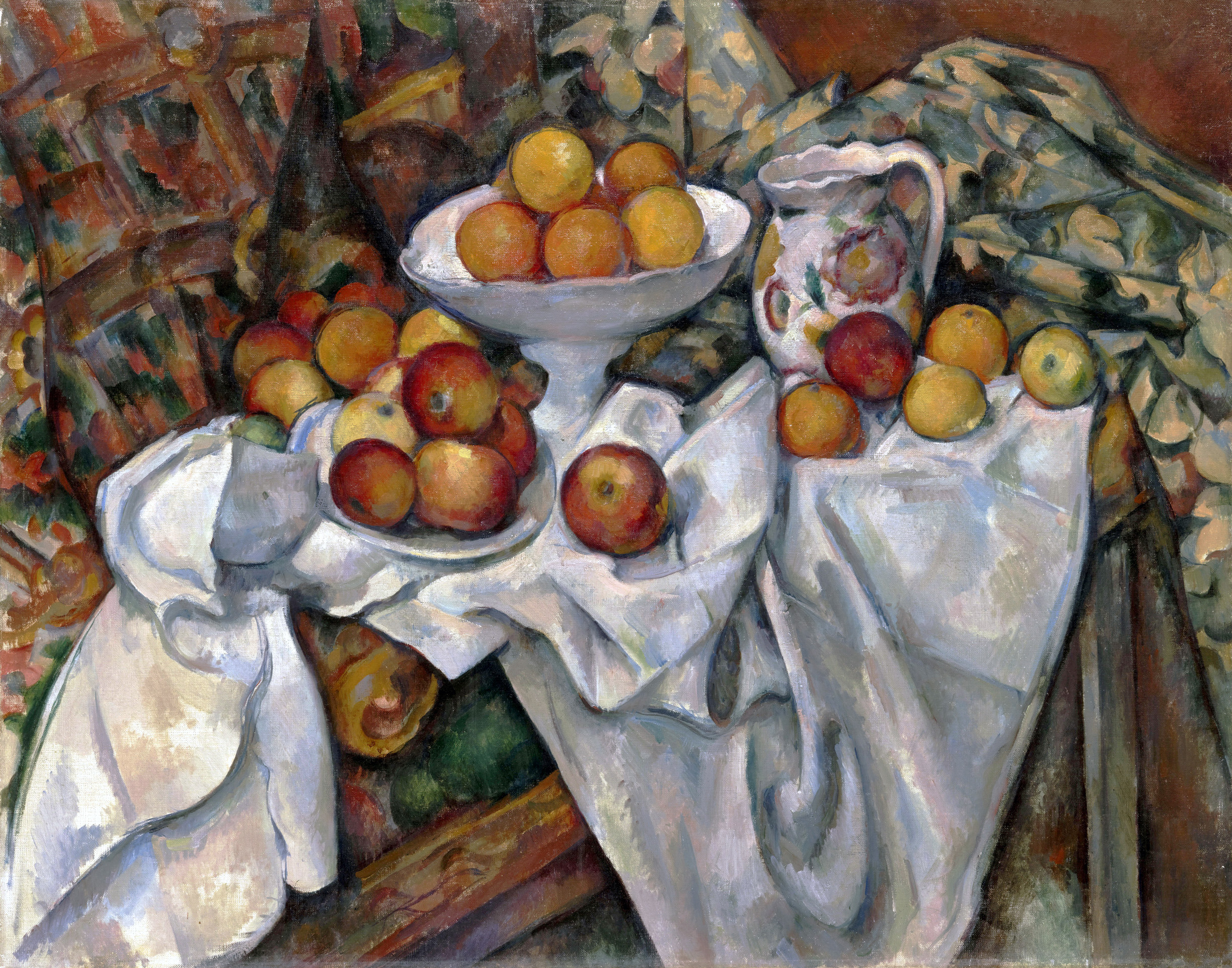
Natura morta di Cézanne

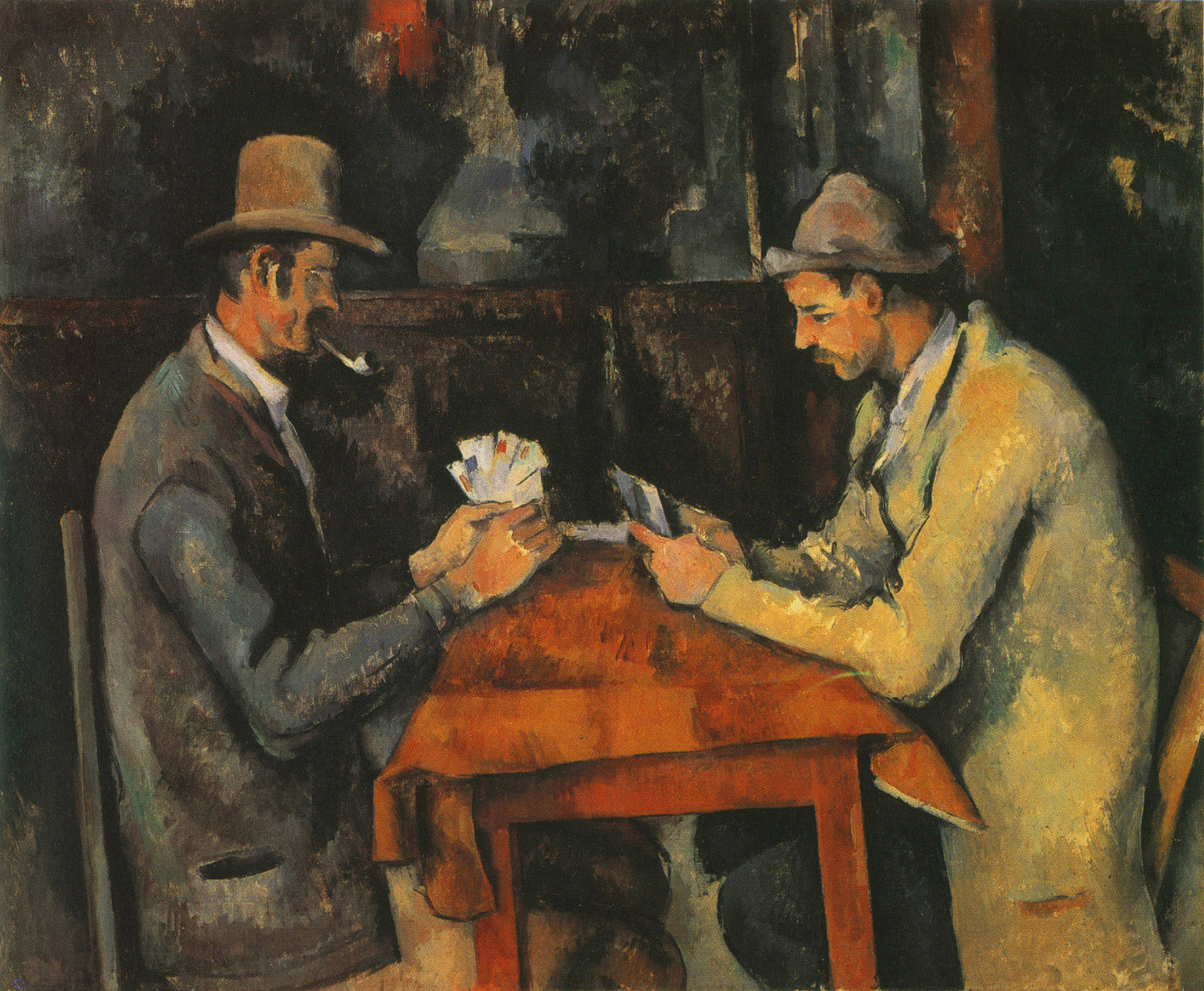
I giocatori di carte di Cézanne

- Zuccheriera, pere e tazza blu, 1866
- Ritratto di Achille Emperaire, 1867-1868
- Natura morta in bianco e nero - Vaso, caffettiera e frutta, 1867-1869
- Pastorale, 1870
- La casa dell'impiccato, 1872-1873
- La casa del dottor Gachet a Auvers, 1872-1873
- Una moderna Olympia, 1873-1874
- Tre bagnanti, 1874-1875
- La tentazione di Sant'Antonio, 1875-1877
- I pioppi, 1879-1880
- Il ponte di Maincy, 1879-1880
- Autoritratto, 1880
- Autoritratto, 1882 circa
- L'Estaque, 1882-1885
- Bagnanti, 1890 circa
- I giocatori di carte, 1893-1896
- Donna con caffettiera, 1895 circa
- Natura morta con cipolle, 1896-1898
- Natura morta con mele e arance, 1899
- Bagnanti, 1899-1900

Paul Chenavard
- Divina Tragedia, 1869

Gustave Courbet
- Funerale a Ornans, 1849-1850
- Donna nuda con cane, 1861-1862
- L'origine del mondo, 1866

Giuseppe De Nittis
- Place des Pyramides, 1875
- La Senna
- La Senna a Parigi

Edgar Degas
- Autoritratto, 1854-1855
- La famiglia Bellelli, 1858-1867

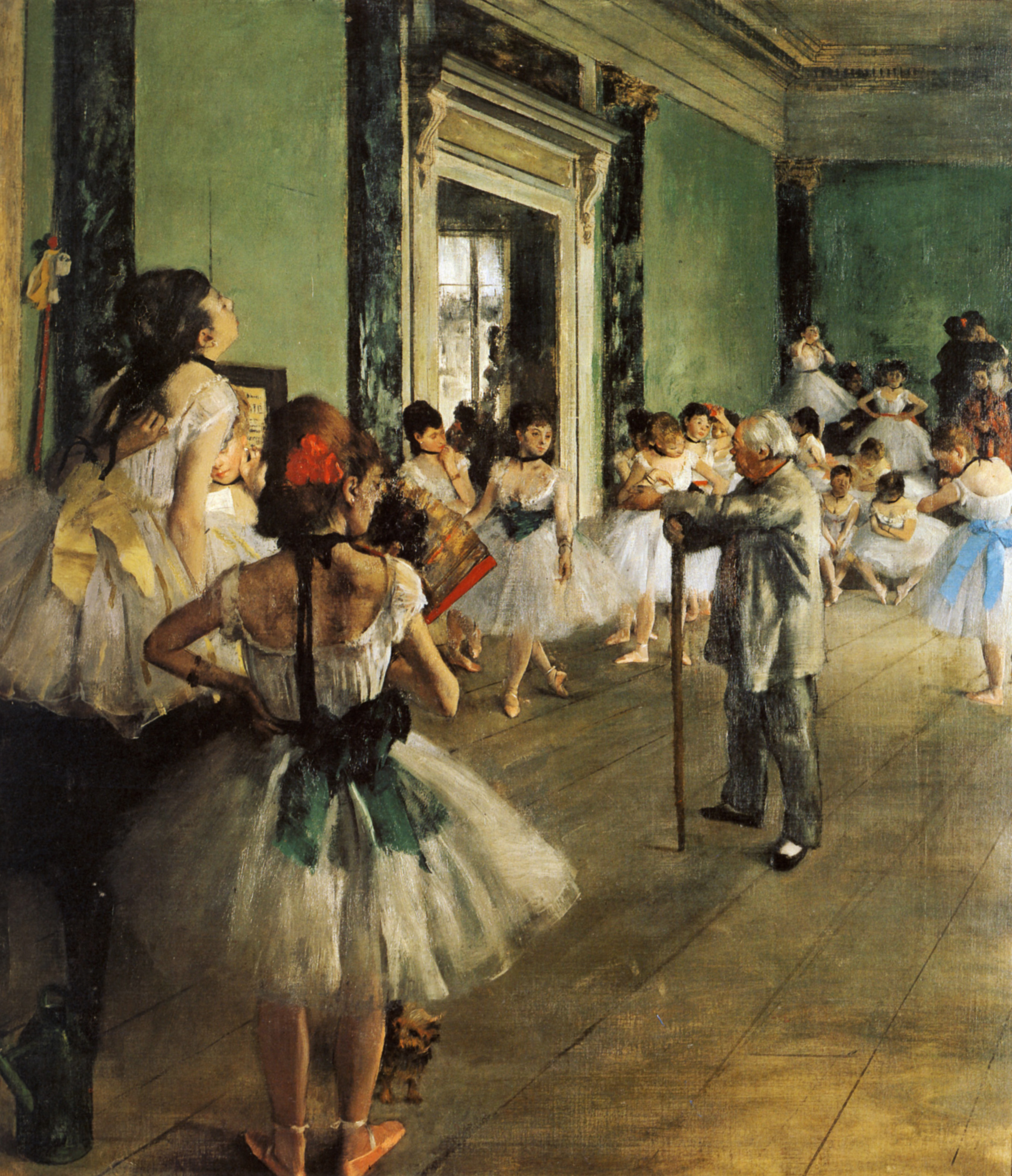
La classe di danza (Edgar Degas)

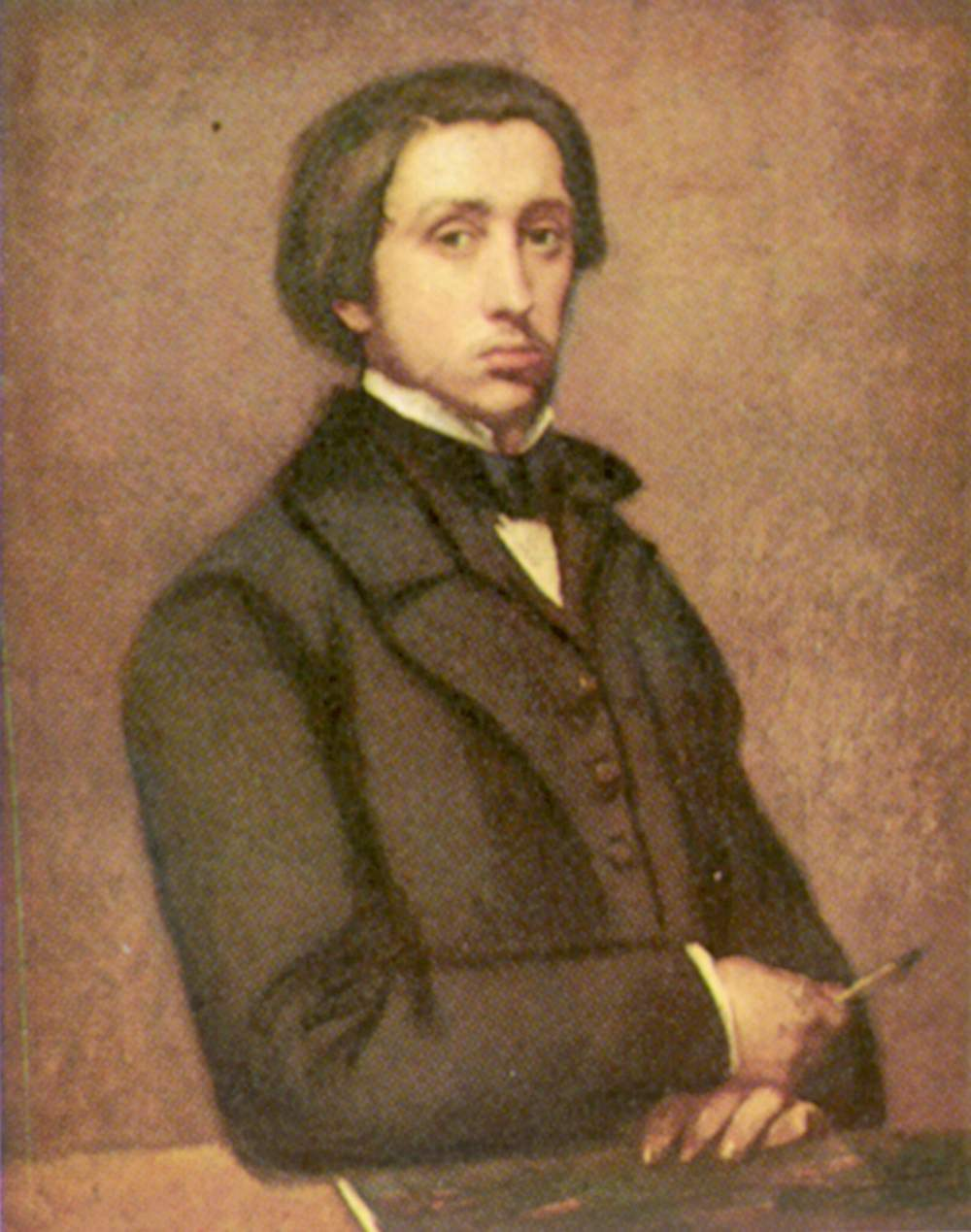
Autoritratto (Edgar Degas)

- Semiramide alla costruzione di Babilonia, 1860-1862
- Cavalli da corsa davanti alle tribune, 1866-1868
- Ritratto di giovane donna, 1867
- L'orchestra dell'Opéra, 1868 circa
- Lorenzo Pagans e Auguste de Gas, 1869 circa
- Marie Dihau al piano, 1869-1872
- Jeantaud, Linet et Lainé, 1871
- La classe di danza, 1871-1874
- La pedicure, 1873
- Prove di balletto in scena, 1874
- Madame Jeantaud allo specchio, 1875 circa
- L'assenzio, 1875-1876
- Ballerina con bouquet sulla scena, 1877 circa
- Ballerina con bouquet, 1877 circa
- Donne in un caffè, 1877
- Carrozza alle corse, 1877-1880
- Amici del pittore dietro le quinte, 1879 circa
- Donna che fa il bagno, 1883 circa
- Le stiratrici, 1884 circa
- La tinozza, 1886
- Donna che si asciuga il piede, 1886
- Donna che si asciuga il collo, 1895-1898

Paul Gauguin
- Due donne tahitiane, 1891

Jean-Léon Gérôme
- Combattimento fra galli, 1846
- Consummatum est, 1867
- Ricevimento del Grand Condé a Versailles, 1878
- Tanagra, 1890

Édouard Manet
- Ritratto del signore e della signora Manet, 1860
- Colazione sull'erba (Le déjeuner sur l'herbe), 1863
- Olympia, 1863
- Il pifferaio (Le Fifre), 1866
- Ritratto di Émile Zola, 1868
- Chiaro di luna sul porto di Boulogne, 1869

Henri Matisse
- Lusso, calma e voluttà, 1904

Jean-François Millet
- Le spigolatrici, 1857
- L'Angelus, 1857-1859
- Primavera, 1868-1873

Claude Monet
- Natura morta, 1864
- Donne in giardino, 1867

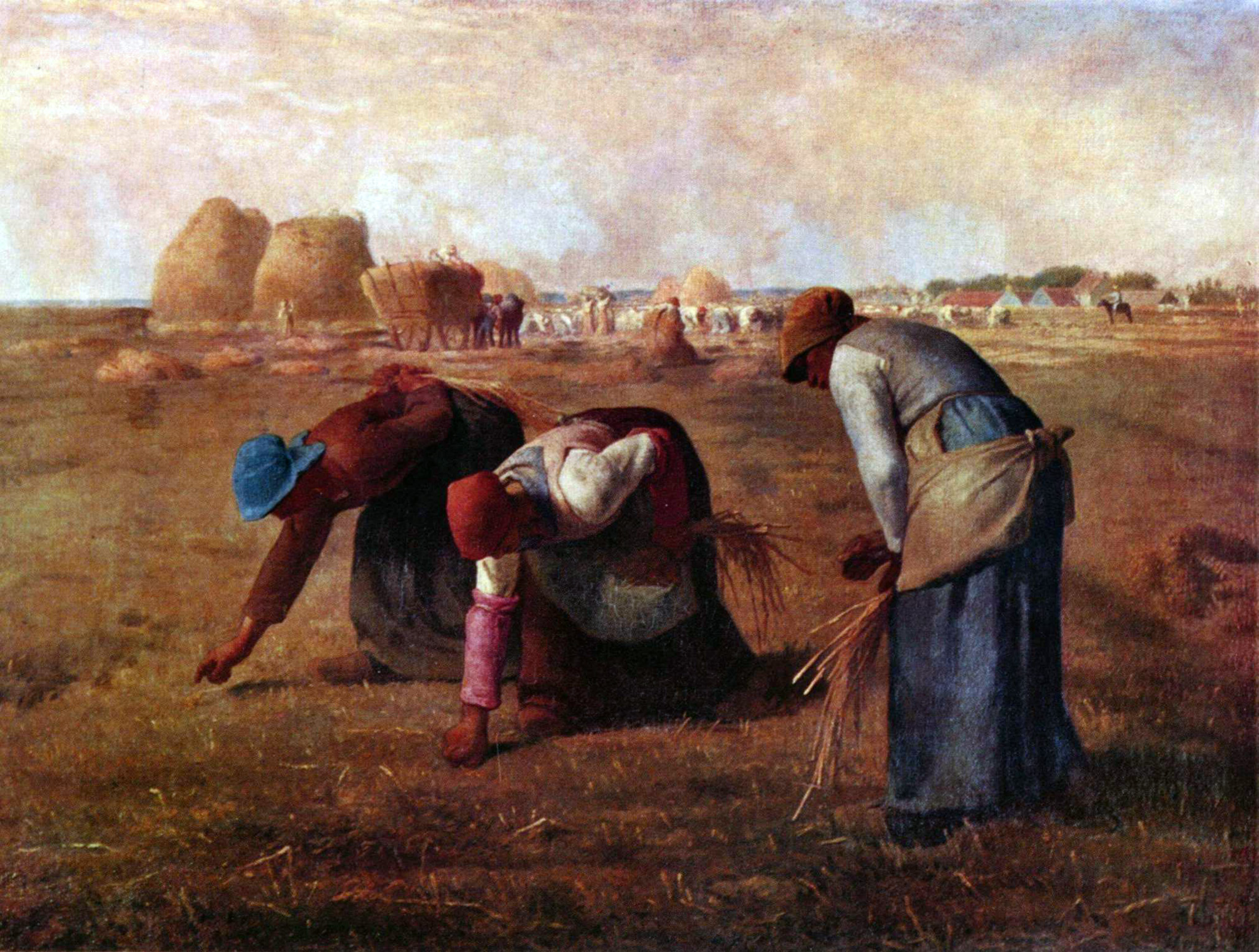
Le spigolatrici (Jean-François Millet)

- L'Hotel des Roches Noires à Trouville, 1870
- Regate ad Argenteuil, 1872
- Il bacino di Argenteuil, 1872 circa
- I papaveri, 1873
- Riposo sotto i lillà, 1873
- Colazione in giardino, 1873 circa
- Il ponte della ferrovia ad Argenteuil, 1873-1874
- Il ponte ad Argenteuil, 1874

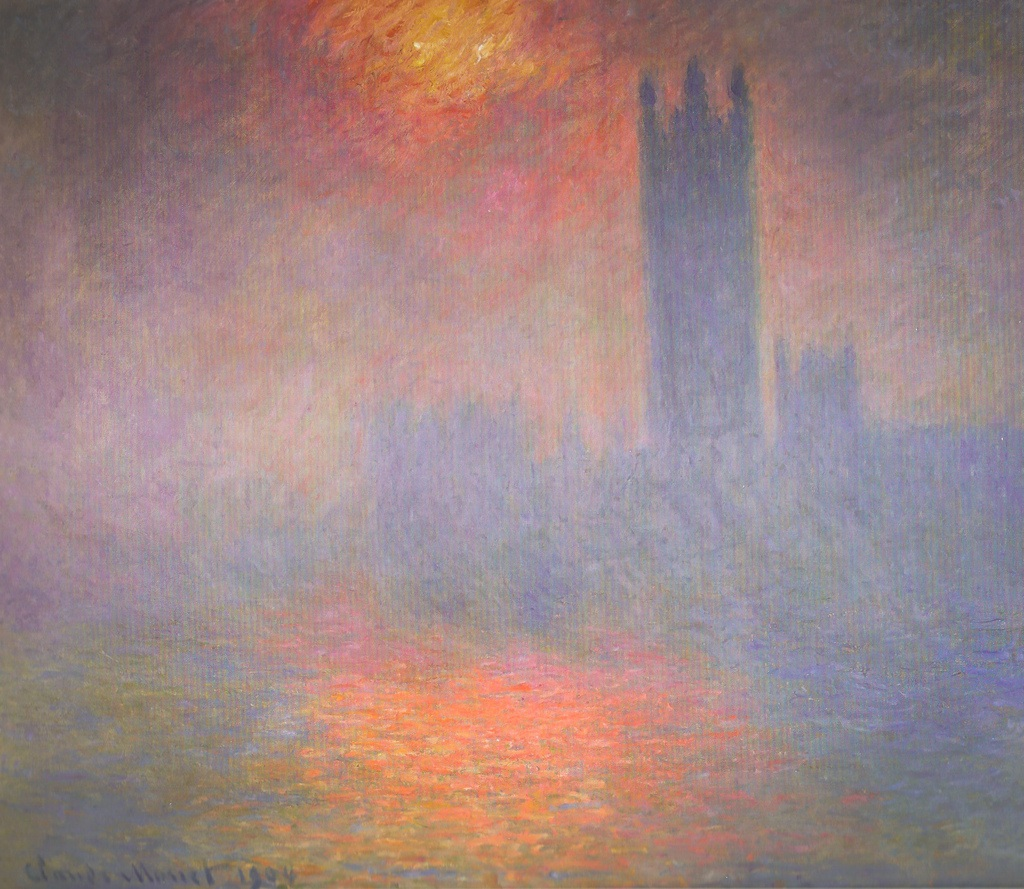
Il parlamento di Londra di Monet

- Le barche, regate ad Argenteuil, 1874
- I tacchini, 1877
- La Gare Saint-Lazare, 1877
- La rue Montorgueil, 1878
- Tempesta a Belle-Île, 1886
- Donna con il parasole girata verso sinistra, 1886
- Donna con il parasole girata verso destra, 1886
- La barca a Giverny, 1887 circa
- La Cattedrale di Rouen, primo sole, 1894
- La Cattedrale di Rouen, effetti di luce mattutina, 1894
- La Cattedrale di Rouen in pieno sole, 1894
- La Senna a Giverny, 1897
- Lo stagno delle ninfee, armonia verde, 1899
- Lo stagno delle ninfee, armonia rosa, 1900
- Il Parlamento di Londra, 1904
- Autoritratto, 1917

Giuseppe Pellizza da Volpedo
- Il morticino

Pierre-Auguste Renoir
- Ritratto di William Sisley, 1864
- Ritratto di Bazille, 1867
- La Senna ad Argenteuil, 1873
- Il sentiero nell'erba alta, 1874 circa
- Ritratto di Charles Le Cœur, 1874
- Ritratto di Claude Monet, 1875
- Nudo al sole, 1875
- La liseuse, 1875-1876
- Bal au moulin de la Galette, 1876
- La balançoire (L'altalena), 1876

Bal au moulin de la Galette, di Pierre-Auguste Renoir

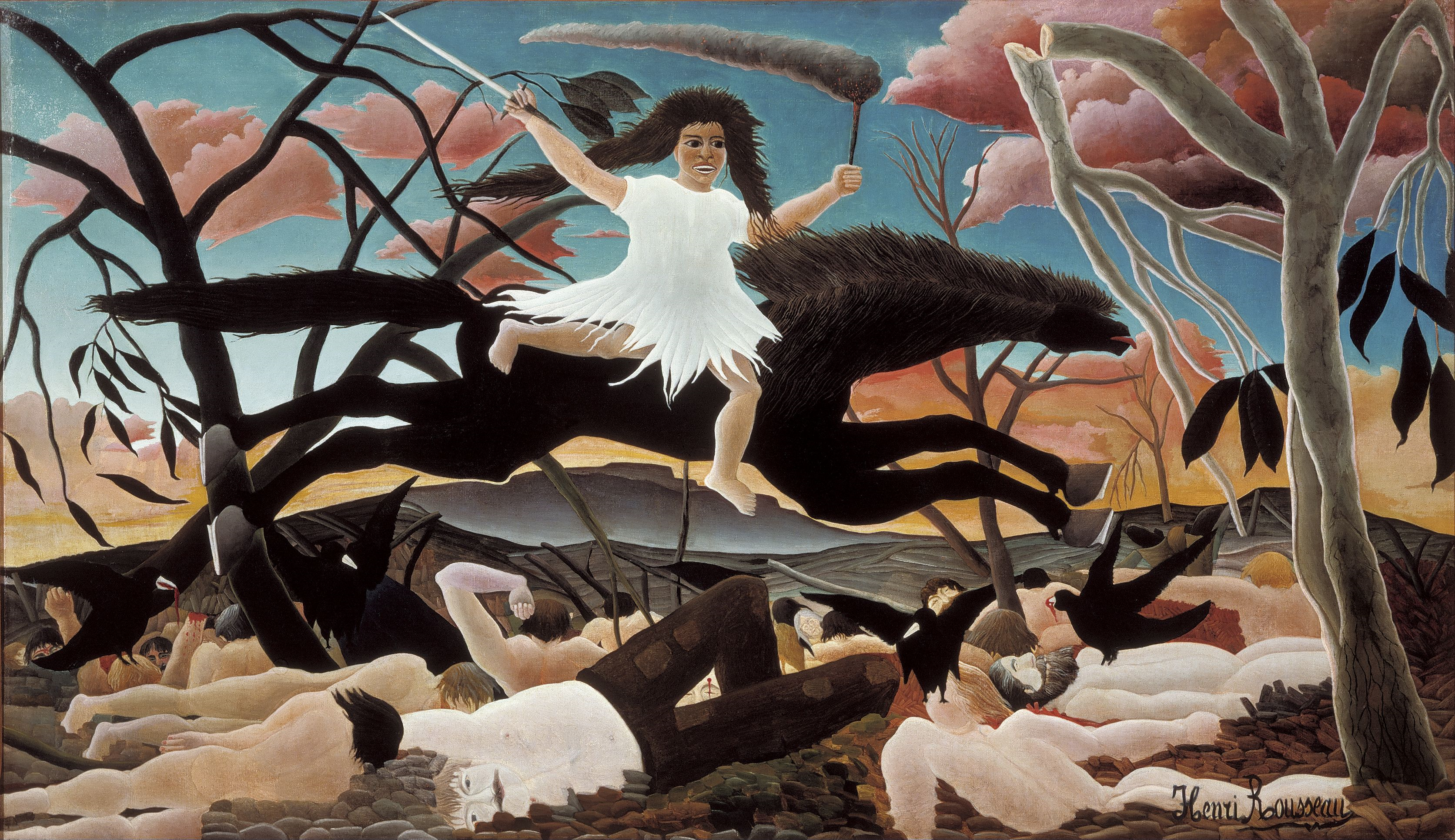
La guerra di Henri Rousseau

- Giovane donna con veletta, 1876 circa
- Ritratto di Madame Charpentier, 1876–1877
- Testa di donna di profilo, 1878
- Ritratto di Alphonsine Fournaise, 1879
- Ballo in campagna, 1883
- Ballo in città, 1883
- Jeunes filles au piano, 1892
- Nudo di donna visto di schiena, 1909
- La toilette (Donna che si pettina), 1910
- Roses dans un vase, 1910
- Gabrielle à la rose, 1910
- Le bagnanti, 1918-1919

Henri Rousseau
- Ritratto della signora M., 1890 circa
- La guerra, 1894
- L'incantatrice di serpenti, 1907

Georges-Pierre Seurat

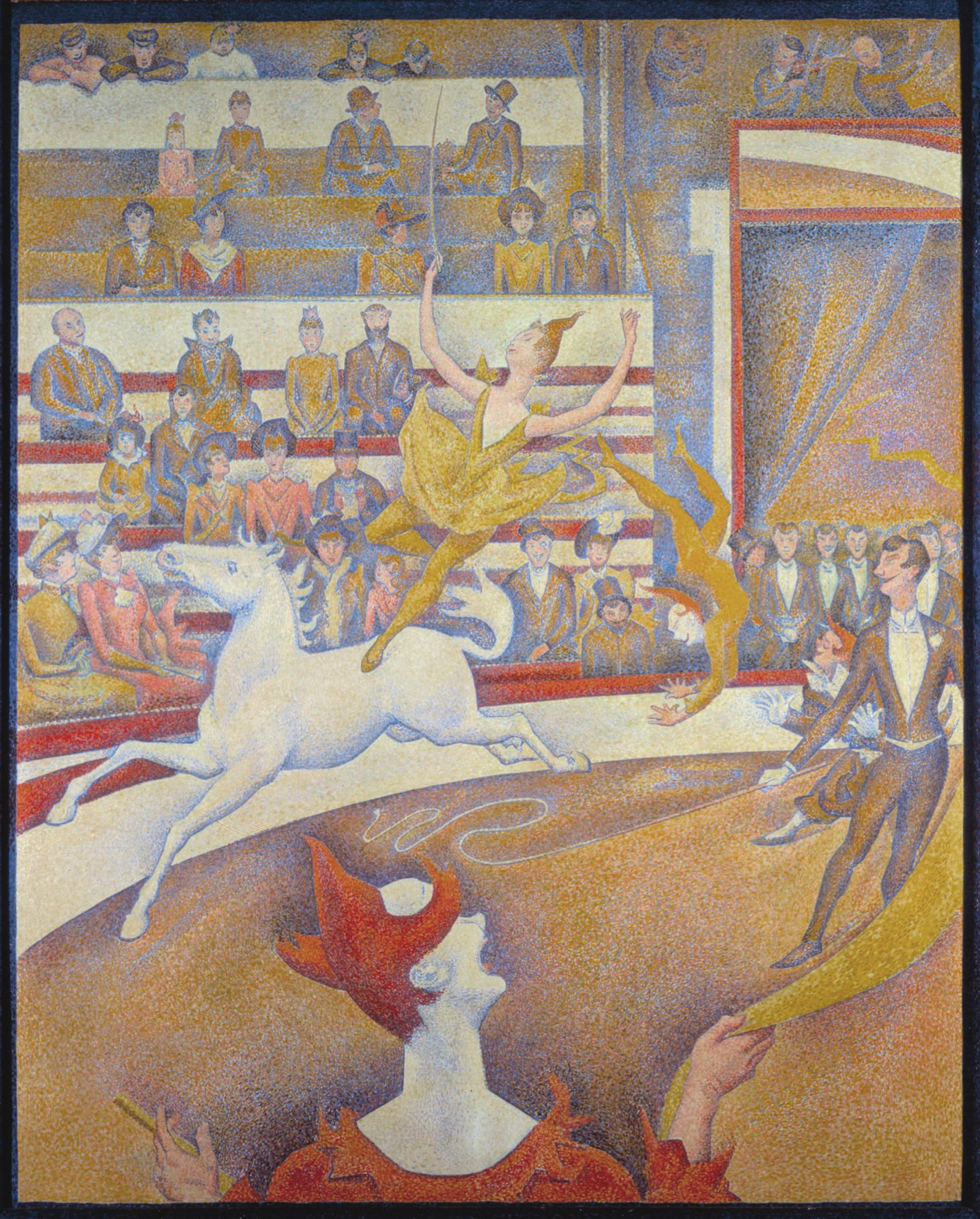
Il circo di Seurat

- Omaggio a Puvis de Chavannes, 1881
- Giovane contadino in blu, 1881-1882
- Limite di bosco in primavera, 1882-1883
- Giovani a bagno. Studio per la Baignade, 1883
- A destra. Media distanza. Studio per la Grande-Jatte, 1884
- Media distanza, sinistra, due personaggi. Studio per la Grande-Jatte, 1884
- Rovine di un vecchio mulino, Grandcamp, 1885
- Paesaggio rosa, 1886
- Modella seduta, di profilo, studio per Le modelle, 1886
- Modella seduta, di spalle, studio per Le modelle, 1886
- Modella in piedi, studio per Le modelle, 1886-1887
- Port-en-Bessin, molo, alta marea, 1888
- Studio definitivo per Il circo, 1891
- Il circo, 1891

Paul Signac
- Palazzo dei Papi, Avignone, 1900
- Port de La Rochelle, 1921
- Femme lisant

Félix Vallotton
- Misia alla toletta, 1898
- Il pallone, 1899

Vincent van Gogh

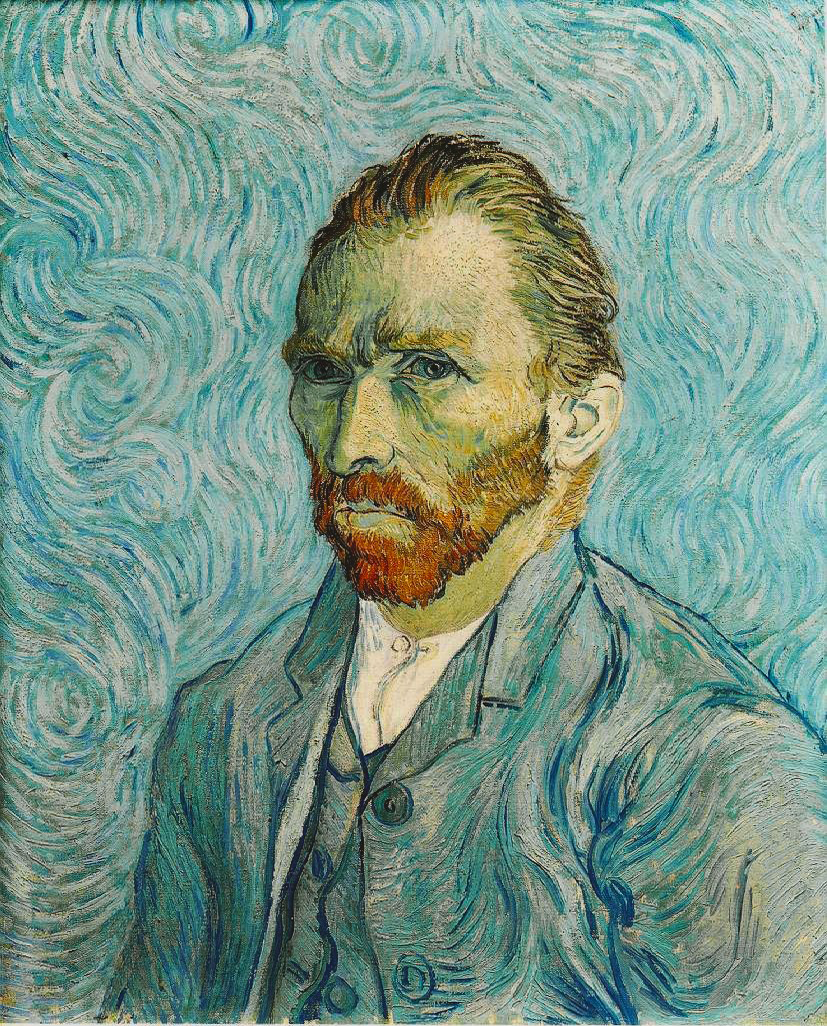
Autoritratto di Van Gogh

- Restaurant de la Sirène ad Asnières, 1887
- L'Italiana, 1887
- Ritratto di Eugène Boch, 1888
- Autoritratto, 1889
- La siesta, 1889-1890
- Casolari con il tetto di paglia a Cordeville, 1890
- Marguerite Gachet nel giardino, 1890
- La chiesa di Auvers, 1890
- Ritratto del dottor Gachet, 1890

James Abbott McNeill Whistler
- Arrangiamento in grigio e nero, ritratto n. 1, 1871